# Esztergomi érsekek listája
Az Esztergomi érsekek listája az esztergomi, illetve esztergom-budapesti érsekeket, azaz az Esztergomi, illetve Esztergom-Budapesti főegyházmegye vezetőit sorolja fel az egyházmegye megalapításától napjainkig.

## Esztergomi érsekek (1001–1993)
| Érsek            | Érsek    | Érsek                                                                           | Érsekség             | Érsekség             | Érseki címer                                                    | Megjegyzés |
| Érsek            | Érsek    | Érsek                                                                           | Kezdete              | Vége                 | Érseki címer                                                    | Megjegyzés |
| ---------------- | -------- | ------------------------------------------------------------------------------- | -------------------- | -------------------- | --------------------------------------------------------------- | --- |
| 1.               | –        | Domonkos (954 körül – 1002)                                                     | 1001                 | 1002                 | –                                                               | Néhol korábban I. Domonkosként jelölték |
| 2.               | –        | Sebestyén (950 és 970 között – 1036. december 20.)                              | 1001                 | 1002                 | –                                                               | Egyes elképzelések szerint Sebestyén azonos volt Radlával, ez azonban kizárt |
| 3.               | –        | Radla (? – 1007 körül)                                                          | 1002                 | 1007                 | –                                                               | |
| 4.               |          | Asztrik (955 – 1037. november 13.)                                              | 1007                 | 1012                 | –                                                               | |
| 5.               | –        | Sebestyén (950 és 970 között – 1036. december 20.)                              | 1012 után            | 1036. december 20.   | –                                                               | A vakságából való felépülését követően visszatért az érseki székbe |
| 6.               | –        | I. Benedek (1010 körül – 1055)                                                  | 1046                 | 1055                 | –                                                               | |
| 7.               |          | Nehémiás (? – 1077. június 9. után)                                             | 1075 körül           | 1077 vagy 1079       | –                                                               | |
| 8.               | –        | Acha (? – 1095)                                                                 | 1087 körül           | 1095 körül           | –                                                               | Csak a nevét említi egy Szent László korabeli oklevél |
| 9.               |          | Szerafin (1050 körül – 1104)                                                    | 1095 körül           | 1104                 | –                                                               | |
| 10.              |          | Lőrinc (? – 1116 vagy 1117)                                                     | 1105 vagy 1106       | 1116 vagy 1117       | –                                                               | Halálának időpontja bizonytalan |
| 11.              | –        | Marcell (? – 1124 után)                                                         | 1116 körül           | 1124 körül           | –                                                               | A püspöki trónra lépés dátuma bizonytalan és halálának időpontja ismeretlen |
| 12.              | –        | Felicián (? – 1139 után)                                                        | 1125 körül           | 1139 körül           | –                                                               | |
| 13.              | –        | Makár (? – 1150. január 25.)                                                    | 1142                 | 1150. január 25.     | –                                                               | A püspöki trónra lépés dátuma bizonytalan és halálának időpontja ismeretlen |
| 14.              | –        | Kökényes (? – 1151 körül)                                                       | 1150                 | 1151                 | –                                                               | |
| 15.              | –        | Márton (? – Esztergom, 1158. április 26.)                                       | 1151                 | 1158. április 26.    | –                                                               | |
| 16.              |          | Lukács (1120 körül – 1181)                                                      | 1158                 | 1181                 | –                                                               | 1156–1158 egri püspök |
| 17.              |          | Miklós (? – 1183 körül)                                                         | 1181                 | 1183                 | –                                                               | |
| 18.              |          | Jób (? – 1204. február 1.)                                                      | 1185                 | 1204                 | –                                                               | 1203-tól pápai legátus |
| 19.              | –        | Csák Ugrin (? – 1204. augusztus 20. előtt)                                      | 1204                 | 1204                 | –                                                               | Csak választott érsek |
| 20.              | –        | Bár–Kalán nembeli Kalán (1150 körül – 1218)                                     | 1186                 | 1218                 | –                                                               | Az esztergomi káptalan szabálytalan választása alapján választott érsek |
| 21.              | –        | Merániai János (? – 1223. november)                                             | 1205. október 6.     | 1223. november       |                                                                 | |
| 22.              | –        | I. Tamás (? – 1224. november)                                                   | 1224                 | 1224. november       | –                                                               | Egri püspök |
| 23.              | –        | Róbert (? – Esztergom, 1239. november 2.)                                       | 1243. július 7.      | 1252                 |                                                                 | Veszprémi püspök |
| 24.              | –        | Rátót Mátyás (1200 körül – Muhi, 1241. április 11.)                             | 1240. március 6.     | 1241. április 11.    | –                                                               | Váci püspök, a muhi csatában esett el |
| 25.              |          | Báncsa István (1205 körül – Róma, 1270. július 9.)                              | 1243. július 7.      | 1252                 |                                                                 | Az első magyar bíboros volt |
| 26.              | –        | II. Benedek (? – Esztergom, 1261. július 2.)                                    | 1253                 | 1261. július 2.      |                                                                 | |
| 27.              | –        | Szentgróti Fülöp (1218 – 1272. december 18.)                                    | 1262                 | 1272. december 18.   |                                                                 | |
| 28.              | –        | III. Benedek (? - 1276. november)                                               | 1274. február 22.    | 1276. november       | –                                                               | Budai prépost, csak a káptalan választja, pápai megerősítést nem kap |
| 29.              | –        | Kőszegi Péter (? – Veszprém, 1289. május)                                       | 1277                 | 1279                 |                                                                 | |
| 30.              | –        | Monoszló Lodomér (1235. - 1298. január)                                         | 1279. június 1.      | 1298. január         |                                                                 | 1268-tól váradi püspök (Ladomér, illetve Monoszló nembeli Lodomér néven is) |
| 31.              | –        | Bicskei Gergely (? – Anagni, 1303. szeptember 7.)                               | 1299. január 28.     | 1303. szeptember 7.  | –                                                               | Székesfehérvári prépost, érseki kormányzó |
| 32.              |          | Bői Mihály (? - Pozsony, 1304. szeptember)                                      | 1303                 | 1304                 | –                                                               | Zágrábi püspök |
| 33.              |          | II. Tamás (? – Esztergom, 1321. január 5. után)                                 | 1305                 | 1321. január 5.      |                                                                 | |
| 34.              | –        | Piast Boleszláv (1280 – 1328. november 17. és 24 között)                        | 1321                 | 1328                 |                                                                 | |
| 35.              | –        | Dörögdi Miklós (Felsődörögd, ? – Eger, 1361. június 15.)                        | 1329                 | 1330                 |                                                                 | A káptalan érseknek választja, a széket elfoglalja, de útban a pápához rablók elfogják és fogvatartják, közben a pápa Telegdit választja érseknek.                                                   |
| 36.              |          | Telegdi Csanád (Mezőtelegd, 1280 körül – ?, 1349. december)                     | 1330                 | 1349                 |                                                                 | |
| 37.              | –        | Vásári Miklós (Vásári, 1300 körül, – 1358. május 12. vagy augusztus 19.)        | 1350                 | 1358                 | –                                                               | |
| 38.              | –        | Keszei Miklós (? – 1366. november)                                              | 1358                 | 1366                 |                                                                 | |
| 38.              | –        | Telegdi Tamás (? – 1375)                                                        | 1367                 | 1375                 |                                                                 | |
| 38.              | –        | De Surdis János (? – 1378)                                                      | 1376                 | 1378                 | –                                                               | |
| 39.              |          | Demeter (? – Esztergom, 1387. február 20.)                                      | 1378. augusztus 16.  | 1387. február 20.    |                                                                 | Bíboros, 1379-től apostoli kormányzó |
| 40.              | –        | Kanizsai János (1350 körül. – 1418. május 30.)                                  | 1387                 | 1418. május 30.      |                                                                 | |
| 41.              | –        | Hohenlohe György (1350 körül. – 1423. augusztus 3.)                             | 1418                 | 1420                 | –                                                               | Apostoli kormányzó |
| 42.              | –        | Borsnitz János (? – 1420. március 27.)                                          | 1420                 | 1420. március 27.    | –                                                               | Ismert még Borsnitz János, illetve anyanyelvén Jan z Borsznic néven is |
| 43.              | –        | Hohenlohe György (1350 körül. – 1423. augusztus 3.)                             | 1420                 | 1423. augusztus 3.   | –                                                               | Kommendába kapta |
| 44.              | –        | Pálóci György (nem ismert – Esztergom, 1439. május 10.)                         | 1423 október         | 1439. május 10.      |                                                                 | Prímás |
| 45.              |          | Szécsi Dénes (Felsőlendva, 1410 körül – Esztergom, 1465. február 1.)            | 1439. december 18.   | 1465. február 1.     |                                                                 | Prímás, egri püspök (1439–1440), 1439. december 18-ától bíboros |
| 46.              |          | Vitéz János (Zredna, 1408 körül – Esztergom, 1472. augusztus 9.)                | 1465 február         | 1472. augusztus 9.   |                                                                 | Várad püspöke is, 1472. április 2-ától Beckensloer János egri püspök felügyelete alatt |
| 47.              | –        | Beckensloer János (Wrocław, 1427. – Salzburg, 1489. december 15.)               | 1474 tavasz          | 1479.                |                                                                 | 1476-ban az érsekség vagyonával együtt megszökik, és Mátyás ellen fordul: az esztergomi érseki címéről élete végéig nem mond le, de a tisztséget többé már nem töltheti be                           |
| Érseki kormányzó |          | Aragóniai János (Nápoly, 1456. – Róma, 1485)                                    | 1480.                | 1485.                | –                                                               | Érseki kormányzó (adminisztrátor) |
| 48.              |          | Estei Hippolit (Ferrara, 1479. november 2. – Ferrara, 1520. szeptember 3.)      | 1486. április 1.     | 1497. december 20.   |                                                                 | Hatéves, volt, mikor Mátyás kinevezte, ezért a pápa 1486. június 6-án csak mint adminisztrátort erősítette meg - utóbb méltóságát pápai jóváhagyással elcserélte Bakócz Tamással az egri püspökségre |
| 49.              |          | Bakócz Tamás (Erdőd, 1442 – Esztergom, 1521. június 15.)                        | 1497. december 20.   | 1521. június 16.     |                                                                 | Egri püspök (1493–1497), 1500-tól bíboros |
| 50.              | –        | Szatmári György (Kassa, 1457. – Buda, 1524. április 7.)                         | 1522 május           | 1524. április 7.     |                                                                 | Veszprém (1499–1501), Várad (1501–1505) és Pécs püspöke, néhol Szakmáry György néven |
| 51.              | –        | Szalkai László (Mátészalka, 1475 – Mohács, 1526. augusztus 29.)                 | 1524. május 6.       | 1526. augusztus 29.  |                                                                 | Egri püspök (1520/1523–1524) |
| 52.              |          | Várdai Pál (Kisvárda, 1483 – Pozsony, 1549. október 12.)                        | 1526 november        | 1549. október 12.    |                                                                 | Egri püspök (1524–1526), 1543 és 1820 között az érseki székhely Nagyszombatban volt |
| 53.              |          | Fráter György (Kamicsác, 1482. június 18. – Alvinc, 1551. december 17.)         | 1551 augusztus       | 1551. december 17.   |                                                                 | Bíboros |
| 54.              |          | Oláh Miklós (Nagyszeben, 1493. január 10. – Pozsony, 1568. január 15.)          | 1553. március 20.    | 1568. január 15.     |                                                                 | Egri püspök (1548–1553) |
| 55.              |          | Verancsics Antal (Šibenik, 1504. május 29. – Eperjes, 1573. június 15.)         | 1569. október 17.    | 1573. június 15.     |                                                                 | Egri püspök (1557–1569) |
|                  | Üresedés | Üresedés                                                                        | 1573                 | 1596                 | A prímási szék betöltetlen, Telegdi Miklós az érseki helytartó. | A prímási szék betöltetlen, Telegdi Miklós az érseki helytartó. |
| 56.              |          | Fejérkövy István (Kóny, 1522 – Pozsony (?), 1596. november 20.)                 | 1596                 | 1596                 |                                                                 | Még beiktatása előtt meghalt. |
| 57.              | –        | Kutassy János (1545 körül – Nagyszombat, 1601. szeptember 16.)                  | 1597. január 29.     | 1601. szeptember 16. |                                                                 | |
| 58.              |          | Forgách Ferenc (1560 – Szentkereszt, 1615. október 16.)                         | 1607. július 4.      | 1615. október 16.    |                                                                 | Bíboros |
| 59.              |          | Pázmány Péter (1570. október 4. – 1637. március 19.)                            | 1616. szeptember 28. | 1637. március 19.    |                                                                 | |
| 60.              |          | Lósy Imre (1580 körül – 1642. november 7.)                                      | 1637. május 14.      | 1642. november 7.    |                                                                 | Egri püspök (1633 – 1637) |
| 61.              |          | gróf Lippay György (1600. október 9. – 1666. január 30.)                        | 1642. november 19.   | 1666. január 30.     |                                                                 | Egri püspök (1637 – 1642) |
| 62.              |          | Szelepcsényi György (1595. április 24. – 1685. január 14.)                      | 1666. január 15.     | 1685. január 14.     |                                                                 | Kalocsai érsek |
| 63.              |          | Széchényi György (1603 – 1695. február 18.)                                     | 1685. március 21.    | 1695. február 18.    |                                                                 | |
| 64.              |          | gróf Kollonich Lipót (1631. október 26. – 1707. január 20.)                     | 1695. július 14.     | 1707. január 20.     |                                                                 | Győri püspök (1685–1695) és kalocsai érsek (1688/1689–1695), 1686-tól bíboros |
| 65.              |          | Keresztély Ágost szász-zeitzi herceg (1666. október 9. – 1725. augusztus 23.)   | 1707. január 21.     | 1725. augusztus 23.  |                                                                 | Győri püspök (1695–1725), 1706-tól bíboros, hercegprímás |
| 66.              |          | gróf Esterházy Imre (1663. november 5. – 1745. december 6.)                     | 1725. augusztus 31.  | 1745. december 6.    |                                                                 | Veszprémi püspök (1723 – 1725), hercegprímás |
| 67.              |          | gróf Csáky Miklós (1698. december 5. – 1757. május 31.)                         | 1751. július 30.     | 1757. május 31.      |                                                                 | Kalocsai érsek, bíboros, hercegprímás |
| 68.              |          | gróf Barkóczy Ferenc (1710. október 15. – 1765. június 18.)                     | 1761. május 13.      | 1765. június 18.     |                                                                 | Egri püspök (1744 – 1761), hercegprímás |
| 69.              |          | gróf Batthyány József (1727. január 30. – 1799. október 23.)                    | 1766. január 1.      | 1799. október 23.    |                                                                 | Kalocsai érsek, bíboros, hercegprímás Mária Terézia 11 évig törvényellenesen várt a szék betöltésével                                                                                                |
| 70.              |          | Habsburg–Estei Károly Ambrus főherceg (1785. november 2. – 1809. szeptember 2.) | 1808. január 8.      | 1809. szeptember 2.  |                                                                 | Hercegprímás |
| 71.              |          | Rudnay Sándor (1760. október 4. – 1831. szeptember 13.)                         | 1819. december       | 1831. szeptember 13. |                                                                 | Bíboros, hercegprímás |
| 72.              |          | Kopácsy József (1775. május 30. – 1847. szeptember 18.)                         | 1838. december 15.   | 1847. szeptember 18. |                                                                 | Hercegprímás |
| 73.              |          | Hám János (1781. január 5. – 1857. december 30.)                                | 1848. június         | 1849. július         | -                                                               | Kinevezett érsek, de állását mégsem foglalta el |
| 74.              |          | Scitovszky János (1785. november 1. – 1866. október 19.)                        | 1849. július 21.     | 1866. október 19.    |                                                                 | Bíboros, hercegprímás |
| 75.              |          | Simor János (1813. augusztus 23. – 1891. január 23.)                            | 1867. január 20.     | 1891. október 27.    |                                                                 | |
| 76.              |          | Vaszary Kolos (1832. február 12. – 1915. szeptember 3.)                         | 1891. október 27.    | 1912. december 31.   |                                                                 | |
| 77.              |          | Csernoch János (1852. június 18. – 1927. július 25.)                            | 1912. december 13.   | 1927. július 25.     |                                                                 | |
| 78.              |          | Serédi Jusztinián (1884. április 24. – 1945. március 29.)                       | 1927. november 30.   | 1945. március 29.    |                                                                 | Bíboros, hercegprímás |
| 79.              |          | tiszteletreméltó Mindszenty József (1892. március 29. – 1975. május 6.)         | 1945. október 2.     | 1973. december 19.   |                                                                 | Bíboros, hercegprímás |
| 80.              |          | Lékai László (1910. március 12. – 1986. június 30.)                             | 1976. február 24.    | 1986. június 30.     |                                                                 | Bíboros, prímás |
| 81.              |          | Paskai László (1927. május 8. – 2015. augusztus 17.)                            | 1987. március 3.     | 2002. december 7.    |                                                                 | Bíboros, prímás |

## Esztergom-budapesti érsekek (1993–napjainkig)
| Érsek | Érsek | Érsek                                                | Érsekség          | Érsekség          | Érseki címer | Megjegyzés                                                                                              |
| Érsek | Érsek | Érsek                                                | Kezdete           | Vége              | Érseki címer | Megjegyzés                                                                                              |
| ----- | ----- | ---------------------------------------------------- | ----------------- | ----------------- | ------------ | --- |
| 81.   |       | Paskai László (1927. május 8. – 2015. augusztus 17.) | 1987. március 3.  | 2002. december 7. |              | Az Esztergom-Budapesti főegyházmegye létrejöttével vált esztergom-budapesti érsekké. 2002-ben lemondott |

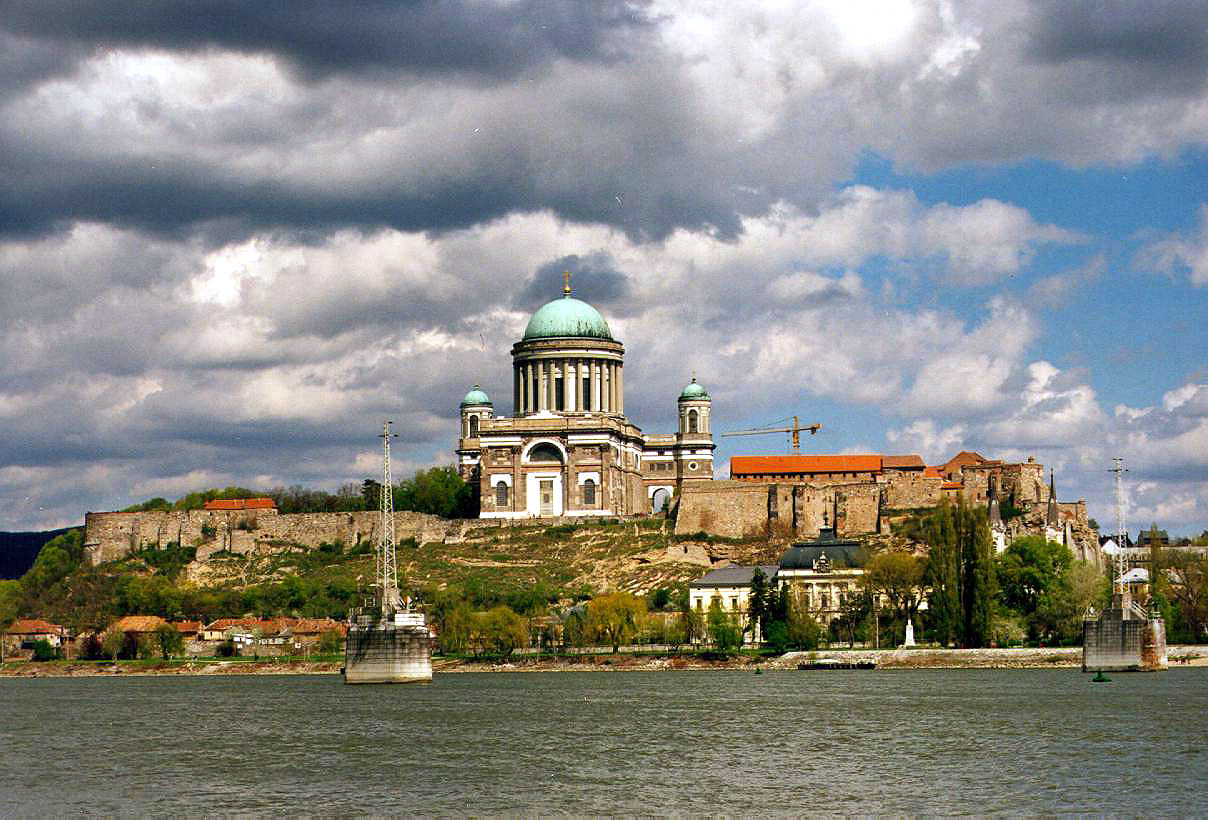
Az esztergomi bazilika

| 82.   |       | Erdő Péter (1952. június 25. –)                      | 2002. december 7. | hivatalban        |              | Bíboros, prímás                                                                                         |

## Vitatott személyek
Az esztergomi érsekség (ma: Esztergom-Budapesti főegyházmegye) több mint ezer éves történelme során az utólag összeállított listák több olyan személyt tartalmaztak, akiknek a létezése, de legalábbis esztergomi érsek volta vitatott volt. Volt olyan érsek, akikről a mai történettudomány vélelmezi vagy bizonyítja a létezését, míg korábban mással azonosították, ugyanakkor más személynél előfordult, hogy korábban érseknek vélték, ám a mai egyháztörténet már úgy véli: ezt a beosztást nem viselhette.
- Radla cseh katolikus főpapot ma már a harmadik érsekként tartjuk számon, korábban azonban a névhasonlóság okán a Szent Gellért kísérőjeként ismert Rasina apáttal azonosították,[10] illetve összemosták Sebestyénnel, akit sokáig Radla Sebestyénként tartottak számon. A Rasina apáttal való azonossága nem bizonyítható, a Sebestyénnel való egyezősége pedig kizárt.[11]
- Domonkos/Domokos néven ötödik esztergomi érsekként (1037–1040) tartottak számon egy személyt (nem összekeverendő az első érsekkel, aki szintén Domonkosként ismertek, sőt, e feltételezett személytől való megkülönböztetésként I. Domonkosként), akiről még Mindszenty is megemlékezett.[12] A mai archontológiákból neve már kimaradt,[13] [14] feltehetően létező személy volt, aki azonban érseki tisztséget nem, vagy nem Esztergomban töltött be.[15]